# Liste der österreichischen Botschafter in der Schweiz
Dies ist eine Liste der österreichischen Gesandten und Botschafter in der Schweiz.

## Missionschefs

### Habsburgische Gesandte (bis 1804)
1687: Aufnahme diplomatischer Beziehungen
...
- 1692–1700: Franz Michael Neveu von Windschläg[3][4]
- 1701–1715: Franz Ehrenreich von Trauttmannsdorff
- 1715–1727: Franz Josef von Hermann (1679–1736) (Geschäftsträger)
- 1727–1732: Paul Nikolaus Dominik von Reichenstein (1674–1744)
- 1732–1733: Franz Josef von Hermann (1679–1736) (Geschäftsträger)
- 1733–1746: Giovanni di Prié
- 1746–1767: Karl Marschall von Bieberstein (1723–1796)
- 1767–1784: Clemens August Theodor Josef von Nagel zur Loburg (1748–1828)
- 1784–1784: Franz H. (Geschäftsträger)
- 1784–1791: Emanuel von Tassara
- 1791–1793: Hermann von Greiffenegg (1737–1807) (Geschäftsträger)
- 1793–1794: Johann Rudolf von Buol-Schauenstein (1763–1834)
- 1794–1794: Franz von Tassara (Geschäftsträger)
- 1794–1797: Siegmund von Degelmann
- 1797–1798: Hermann von Greiffenegg (1737–1807) (Geschäftsträger)
- 1798–1799: Josef von Steinherr (Geschäftsträger)
- 1799–1803: unbesetzt

### k.k. Österreichische Gesandte
- 1803–1806: Heinrich von Crumpipen (1738–1811)
- 1806–1825: Franz Alban von Schraut (1745–1825)
- 1825–1826: Josef Kalasanz von Erberg (1771–1843) (Geschäftsträger)
- 1826–1837: Franz Binder von Krieglstein (1774–1855)
- 1837–1843: Ludwig Philipp von Bombelles (1780–1843)
- 1843–1846: Eugen von Philippsberg (1801–1893) (Geschäftsträger)
- 1846–1849: Maximilian von Kaisersfeld
- 1849–1852: Ludwig von Thom
- 1852–1854: Ladislaus von Karnicki (1820–1883) (Geschäftsträger)
- 1854–1856: Alois Kübeck von Kübau
- 1856–1867: Ferdinand von Mensshengen

### k.u.k. Österreichisch-ungarische Gesandte

Aloys von Seiller (1899)

- 1867–1868: Nikolaus von Pottenburg (1822–1884) (Geschäftsträger)
- 1868–1887: Moritz von Ottenfels-Gschwind (1820–1907)
- 1887–1887: Otto zu Brandis (1848–1929) (Geschäftsträger)
- 1887–1888: Konstantin von Trauttenberg (1841–1914)
- 1888–1895: Aloys von Seiller (1833–1918)
- 1895–1903: Karl von Kuefstein (1838–1925)
- 1903–1909: Karl von Heidler von Egeregg und Syrgenstein (1848–1917)
- 1909–1917: Maximilian von Gagern
- 1917–1918: Alexander Musulin von Gomirje (1868–1947)

### Österreichische Botschafter (seit 1919)
...
- 1933–1935: Heinrich Schmid (1888–1968)

...
1938–1955: Unterbrechung der Beziehungen
- 1956–1958: Johannes Coreth

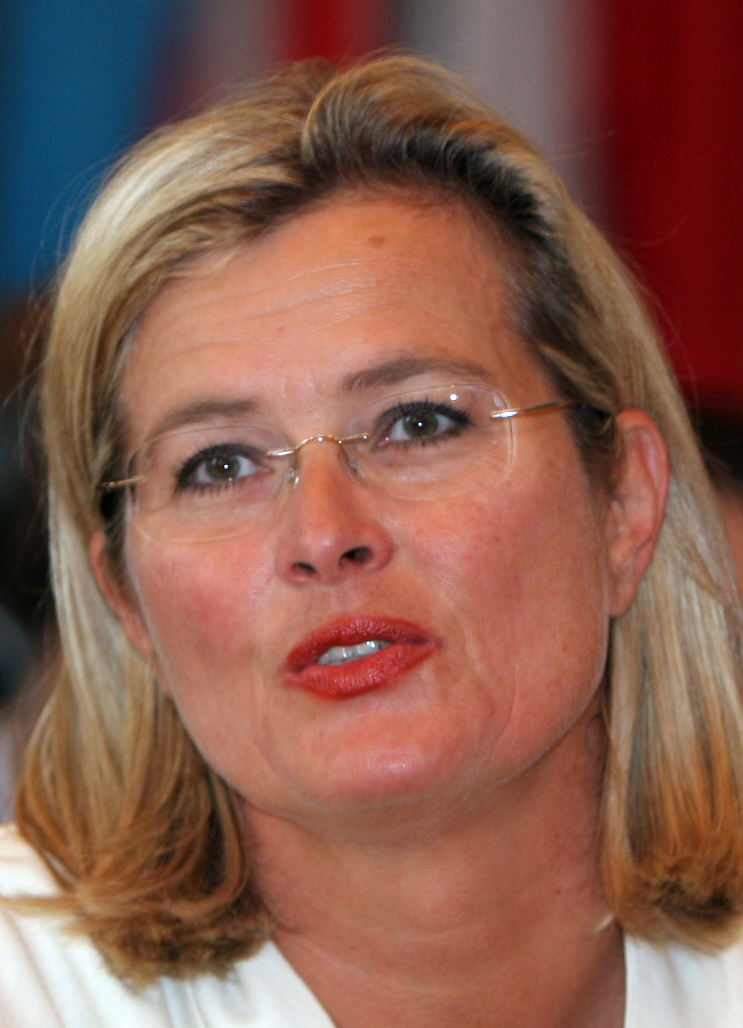
Ursula Plassnik

- 1958–1961: Karl Gruber (1909–1995)
- 1961–1967: Johann Georg Tursky
- 1967–1972: Erich Bielka (1908–1992)
- 1972–1975:
- 1975–1981: Hans Thalberg (1916–2003)

...
- 1993–1998: Markus Lutterotti
- 1998–2001: Anton Prohaska
- 2002–2005: Karl Vetter von der Lilie
- 2005–2007: Aurel Saupe
- 2007–2011: Hans Peter Manz (* 1955)
- 2011–2015: Jürgen Meindl (* 1965)
- 2016–2021: Ursula Plassnik (* 1956)
- seit 2021: Maria Rotheiser-Scotti